# Ian Dairin
Ian Dairin, né le 20 février 1973 à Saint-Malo, est un auteur français de bande dessinée. Il est principalement connu pour être l'auteur de Katz, série de strips et de gags diffusée dans le journal Spirou, sur des scénarios de Del, depuis août 2006. Il est aussi aujourd'hui le dessinateur de la série Kid Paddle, à compter du tome 16 "Kid'N Roses", entrant ainsi dans le studio de l'auteur original de Kid, Midam.

## Publications

### Albums
- Amiante - Chronique d'un crime social, éditions Septième Choc, 2005 - Prix Tournesol 2006, collectif
- Katz, éditions ange, 2007

1. Katz, tome 1, Y a du poil dans mon cafééééé !!!,  (ISBN 978-2-9526903-1-7)
2. Katz, tome 2, Pour le loyer, on fait comment ?,  (ISBN 978-2-9526903-2-4)
3. Katz, tome 3, Encore une cuillère pour maman !!!,  (ISBN 9782952690331)

- Poil de citrouille tome 1 Poil de citrouille part en vadrouille, Makaka éditions, 2009

- Katz, Makaka éditions

1. Katz - Tome 1 journal d'un chat, 2013
2. Katz - Tome 2, journal d'un chat, 2014
3. Katz - Tome 3, journal d'un chat, 2014
4. Katz - Tome 4, journal d'un chat, 2016
5. Katz - Tome 5, Chats en série, 2017

- Kid Paddle - tome 16 - Kid'N Roses - Editions Dupuis
- Kid Paddle - tome 17 - Tattoo compris - Editions Dupuis
- Kid Paddle - tome 18 - Silence of the lamps - Editions Dupuis
- Kid Paddle - tome 19 - Love, Death and Roblorks - Editions Dupuis

### Livres illustrés
- www.opaleBD.com Les 10 ans du ch'ti site qui monte ! (2008 éditions La Fibule ; collectif)

### Magazines (collaboration)
- Spirou (depuis 2006)
- Bedeka
- Grosbill